# Jenette Goldstein
Jenette Elise Goldstein (n. 4 februarie 1960, Los Angeles, California, SUA) este o actriță americană. Este cunoscută pentru rolul soldatului Vasquez⁠(d) în filmul științifico-fantastic Aliens - Misiune de pedeapsă (1986), fiind premiată cu Premiul Saturn pentru cea mai bună actriță în rol secundar pentru interpretarea sa. Acesta a interpretat rolurile lui Diamonback în Crepuscul (1987), obținând o a doua nominalizare la premiile Saturn, Megan Shapiro în Armă mortală 2 (1989) și Janelle Voight în Terminator 2: Ziua Judecății (1991). De asemenea, a avut un rol cameo în Titanic (1997) și a apărut în două episoade ale serialului Star Trek: Short Treks (2018).

## Biografie
Goldstein s-a născut în Los Angeles, California și a copilărit în Beverly Hills. Familia sa este de origine evreiască, fiind imigranți evrei din Rusia, Maroc și Brazilia.
A debutat în film odată cu rolul lui Jenette Vasquez în filmul Aliens - Misiune de pedeapsă (1986), regizat de James Cameron. Aceasta a intrat în atenția publicului cinefil și prin următoarele roluri: vampirul Diamondback în Crepuscul (1987), ofițerul Meagan Shapiro în Armă mortală 2 (1989), Janelle Voight în Terminator 2: Ziua Judecății (1991), om de știință pe USS Enterprise  în Star Trek: Generații (1994) și o imigrantă irlandeză în Titanic (1997).
Goldstein este proprietarul magazinului „Jenette Bras”, specializat pe sutiene cu cupe mari, cunoscut pentru sloganul „Alfabetul începe cu ′D′”.

## Premii
- Saturn Awards
  - 1987: cea mai bună actriță în rol secundar – Aliens (Câștigător)
  - 1988: cea mai bună actriță în rol secundar – Near Dark (Nominalizare)
- DVD Exclusive Awards
  - 2003: Best Audio Commentary (DVD) – Aliens (Nominalizare) împreună cu James Cameron, Michael Biehn, Carrie Henn, Christopher Henn, Lance Henriksen, Gale Anne Hurd, Pat McClung, Bill Paxton, Dennis Skotak, Robert Skotak și Stan Winston.

## Filmografie
| An        | Titlu                          | Rol                                | Note                                  |
| --------- | ------------------------------ | ---------------------------------- | ------------------------------------- |
| 1986      | Aliens                         | PFC Vasquez                        |                                       |
| 1987      | Near Dark                      | Diamondback                        |                                       |
| 1987      | Max Headroom                   | Bella                              | Episodul: "Dream Thieves"             |
| 1988      | The Presidio                   | Patti Jean Lynch                   |                                       |
| 1988      | Martini Ranch: "Reach"         | Unknown role                       | Videoclip muzical                     |
| 1988      | Miracle Mile                   | Beverly Hills Chick #1             |                                       |
| 1989      | Lethal Weapon 2                | Detective Megan Shapiro            |                                       |
| 1991      | Terminator 2: Judgment Day     | Janelle Voight / T-1000 as Janelle |                                       |
| 1991      | MacGyver                       | Rachel Bradley                     | Episodul: "The Prometheus Syndrome"   |
| 1992      | Civil Wars                     | Patricia Twain                     | Episodul: "Drone of Arc"              |
| 1993      | Donato and Daughter            | Detective Judy McCartney           | film de televiziune                   |
| 1994      | Star Trek Generations          | USS Enterprise-B Science Officer   |                                       |
| 1994      | L.A. Law                       | Tanya Geiss                        | Episodul: "Cold Cuts"                 |
| 1995      | Fair Game                      | Rosa                               |                                       |
| 1995      | The Client                     | Karen Kelso                        | Episodul: "The Peach Orchard"         |
| 1997      | Touch Me                       | Gabrielle                          |                                       |
| 1997      | Titanic                        | Irish Mother                       |                                       |
| 1998      | Senseless                      | Nurse Alvarez                      |                                       |
| 1998      | Fear and Loathing in Las Vegas | Alice the Maid                     |                                       |
| 1998      | Living Out Loud                | Fanny                              |                                       |
| 1998      | 7th Heaven                     | Mrs. Reese                         | Episodul: "The Legacy"                |
| 1998-2004 | ER                             | Helicopter Pilot/Judy Stiles       | 2 episoade                            |
| 1999      | Smut                           | Unknown role                       |                                       |
| 2000      | Strong Medicine                | An unnamed friend                  | Episodul: "Dependency"                |
| 2001      | Six Feet Under                 | Obstetrician                       | Episodul: "The Trip"                  |
| 2001      | It Is What It Is               | Rivka Stern                        |                                       |
| 2002      | Clockstoppers                  | Doctor                             |                                       |
| 2002      | Home Room                      | Main Nurse                         |                                       |
| 2003      | Alias                          | Medical Bay Technician             | Episodul: "Double Agent"              |
| 2003      | Duplex                         | Moderator                          |                                       |
| 2004      | 24                             | Rae Plachecki                      | 2 episoade                            |
| 2005      | The Inside                     | Traci Armstrong                    | Episodul: "Loneliest Number"          |
| 2008      | Autopsy                        | Nurse Marian                       |                                       |
| 2010      | Medium                         | Mrs. Pinsley                       | Episodul: "Allison Rolen Got Married" |
| 2013      | A Hollywood Affair             | Agent                              | Episodul: "Agent Meeting"             |
| 2014      | Under the Hollywood Sign       | Mary                               |                                       |
| 2019      | Star Trek: Short Treks         | USS Enterprise computer (voice)    | 2 episoade                            |